# Palazzo Centini Toni
Palazzo Centini Toni är ett palats i Rom, beläget vid Via Capo le Case i Rione Colonna. Palatset innehades ursprungligen av arkitekten Tommaso Mattei, men byggdes om på 1730-talet av arkitekten Giuseppe Francesco Rosa och gavs en överdådig barockfasad. Byggnaden har fått smeknamnet Casa dei Pupazzi (av italienskans pupazzo, "leddocka", "sprattelgubbe") på grund av fönsteromramningarnas stuckfigurer i piano nobile. Dessa figurer är karyatider, vars armar och ben har formen av voluter.
År 1793 införskaffades palatset av familjen Toni och det restaurerades år 1886, vilket framgår av en inskriptionsplakett på fasaden. Under en tid hade Massimo d'Azeglio sin ateljé i palatset.

## Bilder
| - Del av fasaden med piano nobiles fönsteromramningar. - Del av fasaden med inskriptionsplakett. |

### Webbkällor
- ”Palazzo Centini Toni” (på italienska). info.roma.it. Arkiverad från originalet den 13 januari 2022. https://archive.md/R35rS. Läst 13 januari 2022.